# Kazimierz Jan Stanisław Bielski
Kazimierz Jan Stanisław Bielski herbu Prawdzic (zm. 1732) – podczaszy łukowski w latach 1720–1732, cześnik łukowski w latach 1718–1720, cześnik warszawski w 1694 roku, cześnik łomżyński w 1693 roku, pisarz grodzki lubelski w latach 1693–1710, podstarości lubelski w latach 1707–1710, regent grodzki lubelski w latach 1688–1693.
Poseł sejmiku łomżyńskiego na sejm nadzwyczajny 1693 roku, sejm 1695 roku.
Jako pisarz kapturowy lubelski był elektorem Augusta II Mocnego z województwa lubelskiego w 1697 roku.